# Peter Welch
Peter F. Welch, född 2 maj 1947 i Springfield, Massachusetts, är en amerikansk demokratisk politiker. Han är ledamot av USA:s senat från Vermont sedan januari 2023. Han representerade delstaten Vermont i USA:s representanthus från 2007 till 2023.
Welch utexaminerades 1969 från College of the Holy Cross. Han avlade 1973  juristexamen vid University of California, Berkeley. Han arbetade sedan som advokat i Vermont. Han gifte sig 1976 med Joan Smith. Hustrun avled 2004 i cancer. Welch gifte om sig 2009 med Margaret Cheney.
Welch var ledamot av delstatens senat 1981–1989 och 2002–2007. Han besegrade republikanen Martha Rainville i mellanårsvalet i USA 2006 och tillträdde som ledamot av USA:s representanthus 2007.
I november 2021 tillkännagav Welch sin kandidatur för den demokratiska nomineringen i USA:s senatsval 2022 i Vermont för att efterträda avgående senatorn Patrick Leahy. Den 9 augusti 2022 vann han det demokratiska primärvalet. Den 8 november 2022 vann Welch senatsvalet och besegrade den republikanske kandidaten Gerald Malloy. Han valdes vid 75 års ålder och är den äldsta personen som blivit senator för första gången, ett rekord som tidigare hölls av Frederick Gillett.